# مايكروسوفت أوفيس 2007
مايكروسوفت أوفيس 2007  (بالإنجليزية: Microsoft Office 2007)‏، المعروف سابقًا باسم أوفيس 12، تطورًا لمجموعة مايكروسوفت حزمة مكتب منذ إصداره في 30 يناير 2007 ، ليحل محل مايكروسوفت أوفيس 2007 .
من بين الميزات الجديدة، تبقى التطبيقات العالمية نفسها ويتم إضافة خادم أوفيس 12 و مايكروسوفت إكبريسن ويب (خلف مايكروسوفت فرونت بيج). مجموعة جروف أيضاً تدخل أوفيس 2007 مع مكون «عميل»، مايكروسوفت أوفيس جروف وعائلة «ملقمات» من غروف (Management Server) و (Groove DataBridge) و (Groove Relay Server). تحتوي غالبية هذه البرامج على واجهة رسومية جديدة تعتمد على شريط من الأزرار يسمى Ribbon ، والذي تتغير وظائفه اعتمادًا على إجراءات المستخدم.
يجب أن يتضمن شير بوينت عادةً العديد من التقنيات المستندة إلى سطح المكتب، بما في ذلك توظيف مؤسس شركة كروف نتوورك المحدودة. (منشئ جروف ولوتس نوت): راي أوزي.^ تطوير الإصدار التجريبي الأول من Microsoft Office 2007، المشار إليه باسم Beta-1 في رسائل البريد الإلكتروني المرسلة إلى عدد صغير من المختبرين، تم إصداره في 16 نوفمبر 2005. تم إصدار Beta-1 Technical Refresh للمختبرين في 13 مارس 2006.  قام التحديث الفني بإصلاح مشكلات التثبيت مع Windows Vista الإصدار 5308. كشفت Microsoft عن الشريط في 9 مارس 2006 في معرض CEBIT في ألمانيا.  14) تم الإعلان عن Office 2007 Beta 2 بواسطة Bill Gates في WinHEC 2006، وتم إصداره في البداية للجمهور بدون تكلفة من موقع Microsoft على الويب.  ومع ذلك، نظرًا للعدد غير المسبوق من التنزيلات، تم تقديم رسوم قدرها 1.50 دولار لكل منتج تم تنزيله بعد 2 أغسطس 2006. تم تحديث الإصدار التجريبي في 14 سبتمبر 2006 في التحديث الفني للبيتا 2 (Beta2TR).  تضمنت واجهة مستخدم محدثة ودعمًا أفضل لإمكانية الوصول وتحسينات في متانة النظام الأساسي ووظائف أكبر.  استمرت الإصدارات التجريبية في العمل في وضع الأداء الوظيفي المنخفض بعد 1 فبراير 2007. إذا قام المستخدمون بتنزيل التحديث الفني لتحديث Beta 2، فيمكن للمستخدمين استخدام وظائفه الكاملة حتى 31 مارس 2007 لمنتجات العميل و 15 مايو 2007 للخادم  منتجات.  انتهى برنامج بيتا في 8 نوفمبر 2006، عندما أعلنت Microsoft أن المنتج «تم طرحه للتصنيع» (RTM) وبدأت في تصنيع المنتج النهائي.  بعد RTM ، انتهى توفر تنزيل الإصدار التجريبي.  تم إصدار Office 2007 لعملاء التراخيص المجمعة في 30 نوفمبر 2006 وللعامة في 30 يناير 2007.1) انتهى الدعم الأساسي في 9 أكتوبر 2012.15] انتهى الدعم الموسع في 10 أكتوبر 2017.15]

## واجهة مستخدم رسومية منقحة
تمت إعادة صياغة الواجهة تسمى "Ribbon" من أجل تطبيقات أوفيس الأساسية: وورد وإكسيل وباوربوينت وأكسس وعميل البريد الإلكتروني في أوتلوك (هذه هي البرامج التي يستخدمها المستخدمون أكثر من غيرها). الهدف هو إزالة شريط الأدوات المعتاد (لصق/جديد/قطع...) لإنشاء أداة أقرب إلى التلاعب المنطقي والمستخدم المعتاد، مع تحسين قابلية الاستخدام، بما في ذلك القوائم المنسدلة، ولكن أيضا تخصيص قوي للواجهة الرسومية.
هذه النمطية ستفيد المطورين أيضًا: في السابق، كان من الصعب إضافة ميزات إلى القوائم الزائدة وأشرطة الأدوات المتكاثرة، ناهيك أن مربعات الحوار خفضت مساحة العمل وحسنت وظائف تسمح بذلك. وبالتالي، يمكن للمستخدم التركيز أكثر على عمله.
ومع ذلك، فإن المستخدم الذي اعتاد على زيادة كفاءته عن طريق تخصيص أشرطة الأدوات والقوائم الخاصة به، والتي يمكن أن ينجح فيها، دون علم البرمجة، دمج الأوامر ووحدات الماكرو، وبالتالي يحرم من أداة للإنتاجية وستشهد بلا شك في الواجهة الجديدة انحدارًا معينًا. يمكن للمرء أن يشكك في شرعية هذه الإزالة لأشرطة الأدوات المخصصة، والتي يمكن أن يبقى استخدامها اختياريًا، دون مقاطعة المستخدمين الذين يفضلون «الشريط».
يتم تفسير إزالة ميزات التخصيص هذه بشكل كبير بواسطة مايكروسوفت: تظهر استطلاعات الناشر أن 1٪ فقط من المستخدمين يقومون بتخصيص أشرطة وقوائم الإصدارات السابقة من مايكروسوفت أوفيس [المرجع.   مطلوب] . وبالتالي تم اختيار عدم تجديد هذه الوظائف. على أساس 450 مليون مستخدم مدفوع من مايكروسوفت أوفيس، يتم التخلي عن 4.5 مليون منهم، أكثر الخبراء، من قبل مطوري مايكروسوفت. ومع ذلك، يمكننا أن نفرح بأن الواجهة الجديدة توفر تبسيطًا لا يمكن إنكاره للأغلبية الساحقة.الشريط المقال الرئيسي: الشريط (الحوسبة) الشريط، وهو لوحة تضم ترتيبًا ثابتًا لأزرار الأوامر والأيقونات، ينظم الأوامر كمجموعة من علامات التبويب، كل منها يجمع الأوامر ذات الصلة.  الشريط موجود في Microsoft Word 2007 و Excel 2007 و PowerPoint 2007 و Access 2007 وبعض نوافذ Outlook 2007.  الشريط غير قابل للتخصيص بواسطة المستخدم في Office 2007. لكل تطبيق مجموعة مختلفة من علامات التبويب التي تعرض الوظائف التي يوفرها التطبيق.  على سبيل المثال، بينما يحتوي Excel على علامة تبويب لإمكانيات الرسوم البيانية، فإن Word لا يفعل ذلك؛  بدلاً من ذلك، فإنه يحتوي على علامات تبويب للتحكم في تنسيق مستند نصي.  داخل كل علامة تبويب، يمكن تجميع العديد من الخيارات ذات الصلة معًا.  تم تصميم الشريط لجعل ميزات التطبيق أكثر قابلية للاكتشاف ويمكن الوصول إليها بنقرات أقل بالماوس (32] مقارنة بالقائمة المستندة إلى Ul التي تم استخدامها قبل Office 2007. تحريك عجلة تمرير الماوس أثناء وجود أي من علامات التبويب الموجودة على الشريط  دورات عبر علامات التبويب.يمكن تصغير الشريط عن طريق النقر المزدوج فوق عنوان المقطع النشط، مثل نص الصفحة الرئيسية في الصورة أدناه. 33) لا يدعم Office 2007 في الأصل إزالة الشريط أو تعديله أو استبداله.  ومع ذلك، يمكن للوظائف الإضافية التابعة لجهة خارجية إعادة القوائم وأشرطة الأدوات إلى Office 2007 أو تخصيص أوامر الشريط.  تشمل الوظائف الإضافية التي تستعيد القوائم وأشرطة الأدوات Classic Menu for Office و 34] ToolbarToggle و 135] [36] و Ubitmenu.  371 أدوات أخرى مثل RibbonCustomizer تتيح تخصيص الأشرطة.  36] يتيح Office 2010 للمستخدم تخصيص الشريط خارج الصندوق.

### فتح XML
كان هذا التتمة لرؤية وصول تنسيق XML الجديد الذي سيسمح بتطوير أدوات محددة للمطورين: أوفس أوبن إكس إم إل. في عام 2008، أبلغت مايكروسوفت أن تنسيق OOXML القياسي من قبل (ISO 29500) لن يتم دمجه في أوفيس 2007، ولكن في الإصدار التالي، والمعروف حاليًا باسم أوفيس 14.
تقدم شركة ريدموند بالفعل مواصفات تنسيق ملف XML المجاني لـ أوفيس 2003؛ يسمح ذلك للمستخدمين بالتأكد من إمكانية فتح مستنداتهم بواسطة برامج مختلفة. PDF
في البداية، وعدت Microsoft بدعم التصدير إلى تنسيق المستندات المحمولة (PDF) في Office 2007. ومع ذلك، نظرًا للاعتراضات القانونية من Adobe Systems ، لم يقدم Office 2007 في الأصل دعمًا لملفات PDF ، ولكن كتنزيل مجاني منفصل.  41] [42] [43] ومع ذلك، بدءًا من Service Pack 2، يتيح Office للمستخدمين تصدير ملفات PDF محليًا.  44) XPS يمكن أيضًا تصدير مستندات XPS Office 2007 كمستندات XPS.  هذا جزء من Service Pack 2 وقبل ذلك، كان متاحًا كمكوِّن إضافي مجاني في تنزيل منفصل.  (44) [45)

### تنسيقات الملفات في XML
الملف القديم لاحقات.doc .ppt ، و. xls يتم استكمالها بواسطة اللواحق الجديدة. docx و.pptx و. xlsx هذه اللاحقات الجديدة تشير إلى استخدام تنسيق XML بواسطة مايكروسوفت أوفيس كتنسيق افتراضي. تأتي الميزة الرئيسية من ضغط مستندات XML بتنسيق ZIP مما يقلل بشكل كبير من حجم الملف. تتمثل عيوب هذه التنسيقات الجديدة في أنه لا يمكن عادةً قراءتها وتعديلها أصلاً باستخدام برنامج أقدم من مايكروسوفت أوفيس أو أوبن أوفيس.أورج / ليبر أوفيس. ومع ذلك، تقدم مايكروسوفت حزم التوافق للتنزيل المجاني للإصدارات السابقة من أوفيس (حتى أوفيس 2000).
يدعم مايكروسوفت أوفيس 2007 أوبن ديكيومنت منذ إصدار SP2 في 28 أبريل 2009 ، بعد ما يقرب من أربع سنوات من منافسيها الرئيسيين في العالم الحر. ومع ذلك، ينشئ خطأ في البرنامج تنبيه عند فتح ملف بتنسيق ODF 1.2. يجب أن ينتقل المستخدم بعد ذلك إلى إجراء الاسترداد لفتح الملف.
اضطر المستخدمون لتجاوز عدم وجود دعم PDF إما باستخدام طابعة PDF أو عن طريق اختيار أوبن أوفيس.أورج، والتي قدمت هذه المكونات الإضافية بشكل افتراضي. من المؤكد أن ضغط الـ MVP (الأكثر قيمة) هو ليس أجنبياً على هذه «الشراكة» مع أدوبي، والتي كانت توفر في السابق الماكرو للتكامل مع التسجيل في PDF تحت أوفيس. ستحتفظ مايكروسوفت أيضًا بتنسيق XPS ، من مترو. نتيجة لتردد أدوبي، لا يتم تضمين هذين التنسيقين في المجموعة ولكن يجب أن يتم تنزيلها من قبل المستخدمين لتكون متوفرة في جميع التطبيقات في المجموعة.
يوسع مايكروسوفت أوفيس 2007 على أساسيات أوفيس. التوافق مع مستندات أوفيس مرة أخرى إلى 12 سيكون إلى مايكروسوفت أوفيس 2000. هذا مطمئن في حد ذاته، ولكنه قد يمثل مشكلة للإدارات أو الشركات الصغيرة والمتوسطة التي لا تزال تستخدم أكسس 97 والتي لم يتم تحويلها إلى أكسس 2000.

## ميزات جديدة
يفتح (Microsoft Access Database Engine) للمبتدئين ويميل إلى تسهيل عملية التحليل والتصميم: الحقول متعددة القيم.

## اللغاة المتوفرة بأوفيس 12
يتم ترجمة مايكروسوفت أوفيس 2007 إلى 100 لغة، بما في ذلك اللغات الإقليمية مثل الألزاسية والبريتانية.

## التوفر
| تطبيقات    | الأسرة والطلاب | معيار | الشركات الصغيرة والمتوسطة | محترف | التكامل |
| ---------- | -------------- | ----- | ------------------------- | ----- | ------- |
| وورد       |                |       |                           |       |         |
| إكسل       |                |       |                           |       |         |
| باور بوينت |                |       |                           |       |         |
| آوتلك      |                |       |                           |       |         |
| بوبليشر    |                |       |                           |       |         |
| أكسس       |                |       |                           |       |         |
| غروف       |                |       |                           |       |         |
| ون نوت     |                |       |                           |       |         |
| إنفو باث   |                |       |                           |       |         |

## وصلات خارجية
- الموقع الرسمي لمايكروسوفت أوفيس 2007